# Гудермес
Гудерме́с (чечен. Гуьмсе) — город в Чеченской Республике Российской Федерации. Административный центр Гудермесского района, образует Гудермесское городское поселение, одновременно являясь городом республиканского значения.

## География
Город расположен у впадения рек Гумс (Белки) и Джалки в Сунжу, у подножья Гудермесского хребта, в 37,5 км к востоку от города Грозного и в 44,8 км к западу от Хасавюрта.
Является важным транспортным узлом на Северном Кавказе. В городе расположен железнодорожный узел Северо-Кавказской железной дороги (линии на Астрахань, Ростов-на-Дону, Моздок и Махачкалу) и проходит федеральная автомагистраль Р-217 «Кавказ».
Климат
Климат Гудермеса — умеренный континентальный. Зима — короткая и малоснежная, лето — продолжительное и жаркое.
| Показатель                                                                    | Янв. | Фев. | Март | Апр. | Май  | Июнь | Июль | Авг. | Сен. | Окт. | Нояб. | Дек. | Год  |
| ----------------------------------------------------------------------------- | ---- | ---- | ---- | ---- | ---- | ---- | ---- | ---- | ---- | ---- | ----- | ---- | ---- |
| Средняя температура, °C                                                       | −0,9 | −0,4 | 4,8  | 11,5 | 16,7 | 21,9 | 24,9 | 24,3 | 19,2 | 12,1 | 5,3   | 0,2  | 11,6 |
| Норма осадков, мм                                                             | 29   | 27   | 29   | 33   | 62   | 61   | 48   | 37   | 47   | 40   | 41    | 32   | 486  |
| Источник: ФГБУ "ВНИИГМИ-МЦД" (итал.). meteo.ru. Дата обращения: 8 июня 2022.. |      |      |      |      |      |      |      |      |      |      |       |      |      |

## История

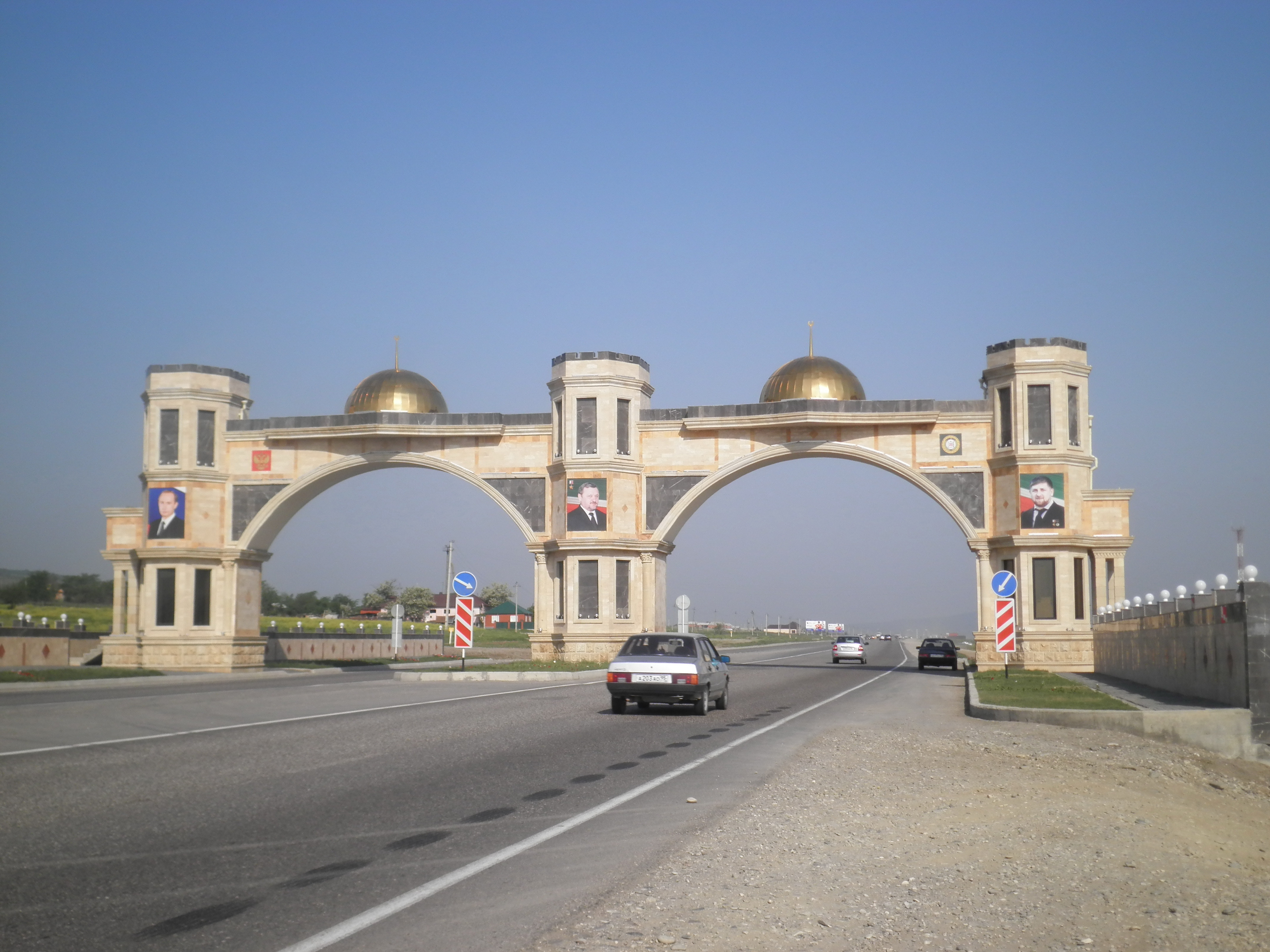
Арочный въезд в Гудермес

Согласно преданию, Гудермес был основан в начале XVII века выходцами из высокогорных селений Чартала (совр. Грузия). Чартинцы спустились на равнинные земли близ реки Гумс, где заложили аул Гумс. Первые гудермесцы свои дома построили на месте, где сегодня стоит «аульская» мечеть. Согласно «Большой Российской энциклопедии» основан в середине XVIII века на месте чеченского селения Гумсе.
Летом 1832 года в период Кавказской войны недалеко от Гудермеса состоялся бой между горцами и терским казачьим войском.
За рекой Гумс, в северо-западной части современного города, некогда находилась станица Кахановская, основанная в 1770 году. В 1837 году здесь же было заложено военное укрепление Умахан-Юртовское. А в декабре 1857 года после разорения аулов Гумсе и Гертме часть жителей этих населённых пунктов отрядами генерала Мищенко была насильно переселена в Кохановскую (Умахан-Юрт).
Быстрое развитие Гудермеса началось с 1893 года с пуском в строй Беслано-Петровской ветки Владикавказской железной дороги возле аула Гюмсе (паровозное депо, ж.д. поворотный круг, мастерские, станция), что послужило градообразующим толчком для преобразования аула. Станция Гудермес упоминается в фантастическом романе Острова эфирного океана (1914), поскольку через неё экипаж аппарата «Победитель пространства» возвращается в Петроград.
В 1919 году деникинцы сожгли десятки селений, чьи жители оказали им сопротивление, — Чечен-Аул, Устар-Гардой, Алхан-Юрт, Герзель-Аул, Бердыкель, Сержень-Юрт, Цоци-Юрт и др., в том числе и Гудермес.
14 января 1929 года село Гудермес (без аула) было преобразовано в рабочий посёлок, который в дальнейшем получил новое название — посёлок имени Калинина.
5 апреля 1941 года Указом Президиума Верховного Совета РСФСР посёлок имени Калинина, селение Кундухова и аул Гюмсе были объединены в город Гудермес.
1 февраля 1963 года Указом Президиума Верховного Совета РСФСР город Гудермес был отнесён к категории городов республиканского подчинения.

## Этимология
Селение Гудермес возникло на реке Гумс, которая в документах XIX века упоминается также и под названием Гудермес. От этого раннего гидронима и образовано название селения. Топоним, вероятно, происходит от тюркского Гюйдюрмес(з), что значит — «несгораемое (селение)».
По сведениям С. Ш. Гаджиевой, район Гудермеса кумыки называют «Гюнтиймес» — «Гуенлер бою гюн-тиймес…». По её мнению, слово можно перевести двояко — теневая (нежаркая) сторона или долина речки Гунтиймес. «Гуенлер бою» означает «земля гуенов». По другой версии, «Гудермес» — слово старочеченское и переводится как «солнце на холме».

## Население
| 1926    | 1931    | 1939    | 1959    | 1967    | 1970    | 1979    | 1989    | 1992    | 1996    | 2002    | 2005    |
| ------- | ------- | ------- | ------- | ------- | ------- | ------- | ------- | ------- | ------- | ------- | ------- |
| 2976    | ↗3300   | ↗10 737 | ↗18 553 | ↗29 000 | ↗32 445 | ↗34 012 | ↗38 089 | ↗39 700 | ↘30 800 | ↗33 756 | ↗36 400 |
| 2006    | 2007    | 2008    | 2009    | 2010    | 2011    | 2012    | 2013    | 2014    | 2015    | 2016    | 2017    |
| ↗39 000 | ↗40 100 | ↗41 200 | ↗42 605 | ↗45 631 | ↘45 600 | ↗47 690 | ↗49 029 | ↗50 009 | ↗51 215 | ↗52 407 | ↘51 776 |
| 2018    | 2019    | 2020    | 2021    | 2023    | 2024    |         |         |         |         |         |         |
| ↗52 908 | ↗53 957 | ↗55 863 | ↗64 376 | ↗65 534 | ↗66 352 |         |         |         |         |         |         |

На 1 января 2025 года по численности населения город находился на 244-м месте из 1124 городов Российской Федерации.
Национальный состав
Национальный состав населения по данным Всесоюзной переписи населения 1926 года.
| Народ       | Численность, чел. | Доля от всего населения, % |
| ----------- | ----------------- | -------------------------- |
| великороссы | 2048              | 68,82 %                    |
| украинцы    | 601               | 20,19 %                    |
| другие      | 327               | 11,00 %                    |
| всего       | 2976              | 100,00 %                   |

Национальный состав
По итогам переписи населения 2020 года проживали следующие национальности (национальности менее 0,1 % и другое см. в сноске к строке «Другие»):
| Национальность | Численность, чел. | Доля     |
| -------------- | ----------------- | -------- |
| Чеченцы        | 62 009            | 96,32 %  |
| Кумыки         | 600               | 0,93 %   |
| Русские        | 495               | 0,77 %   |
| Аварцы         | 373               | 0,58 %   |
| Лезгины        | 182               | 0,28 %   |
| Табасараны     | 158               | 0,25 %   |
| Азербайджанцы  | 87                | 0,14 %   |
| Даргинцы       | 82                | 0,13 %   |
| Другие         | 390               | 0,60 %   |
| Итого          | 64 376            | 100,00 % |

## Статус и местное самоуправление

Гудермесское городское поселение на карте района

Гудермес в рамках административно-территориального устройства Чечни является городом республиканского значения, однако статуса отдельного городского округа с 2011 года не имеет и в рамках организации местного самоуправления в Гудермесском муниципальном районе образует Гудермесское городское поселение как единственный населённый пункт в составе последнего.
В структуру органов местного самоуправления Гудермесского городского поселения входят:
- Глава Гудермесского городского поселения;
- Совет депутатов Гудермесского городского поселения;
- Ревизионная комиссия (контрольно-счётный орган) Гудермесского городского поселения.

При этом Администрация Гудермесского городского поселения не формируется.
Главой Гудермесского городского поселения (главой Совета депутатов) является Салиев Рамазан Мавлетович.

## Культура
- Дом детского творчества.
- Музей имени Героя России первого президента Чеченской Республики — Ахмата Кадырова[43].
- Парк аттракционов с колесом обозрения[44].
- Зимний аквапарк[45]

## Образование
Дошкольное образование
- 7 дошкольных учреждений.

Среднее образование
- 13 средних общеобразовательных учреждений.

Высшее образование
- Гудермесский филиал Института финансов и права[46].

Профессиональное образование
- Гудермесский педагогический колледж.
- Гудермесский железнодорожный техникум.
- Гудермесский филиал «Чеченский базовый медицинский колледж».

## Экономика
Промышленность
- Хладокомбинат (производство мороженого)[47]
- Химзавод[47]
- Завод по изготовлению лимонада
- Консервный завод[47]
- Завод медицинских инструментов[47]
- В Гудермесе также распространено виноградарство[47]
- Металлобаза «Металлоторг» (металлобаза в Гудермесе, филиал крупнейшего в европейской части России предприятия, реализующего металлопрокат)
- Ж/д «ДЕПО» (ремонтные цеха).
- Три Нефтебазы (склады хранения нефтепродуктов).
- Электро подстанции.

Торговля
В городе имеется множество магазинов, крупнейшими из которых являются «Детский мир», торговый центр «Космос», салон мебели «Аризона», торговый дом «Жемчужина». На улице Ватутина расположен Центральный рынок, торговый центр Mega City.

## Транспорт
Железнодорожный транспорт
28 декабря 2017 года открыт новый вокзальный комплекс, предназначенный для обслуживания пассажиров железной дороги (дальнего следования и пригородного сообщения) и пассажиров автостанции. Строительство здания общей площадью 4,5 тыс. м² велось с 2012 года. Функционирует железнодорожная станция Гудермес.
Городской автобус
Действуют семь маршрутов городского автобуса, которые обслуживает ГУП «Чечавтотранс».

## Спорт
- Республиканский спортивный клуб «Рамзан»[52][53][54].
- Боксёрский клуб «Рамзан»[55].
- 11 июля 2009 года в Гудермесе был открыт первый в Чечне аквапарк — оздоровительно-развлекательной комплекс имени Зелимхана Кадырова[56][57].

## Религия

### Ислам
Основной религиозной конфессией в городе, как и во всей Чечне, является ислам суннитского толка, который представлен в виде двух суфистских школ (тарикатов) — накшбандия и кадирия.
- Соборная мечеть Гудермеса имени Ташу-Хаджи (на 7000 человек)[58].

## Связь
- Операторы сотовой связи — МТС, Билайн, Мегафон.
- Оператор связи Чеченской Республики — «GumsNet»[59].
- Местный интернет-провайдер — Гудермесский РУЭС[60].
- Республиканский интернет-провайдер — «Вайнахтелеком»[61].

## СМИ
Телевидение
В Гудермесе работают городские телеканалы «Путь-ТВ» и «ГУМС-1» (основан в 1998 году).
Пресса
Выходят газеты «Гумс» и «Маршо».

## Достопримечательности и памятники
- Вечный огонь памяти гудермесцев, погибших в годы Великой Отечественной войны.
- Стелы «Гудермес» на автотрассе Р217 при западном и восточном въездах в город.
- Стела с глобусом на проспекте Терешковой.
- Фонтан на проспекте Терешковой.
- Мемориал жертвам депортации.

Мемориал жертвам депортации
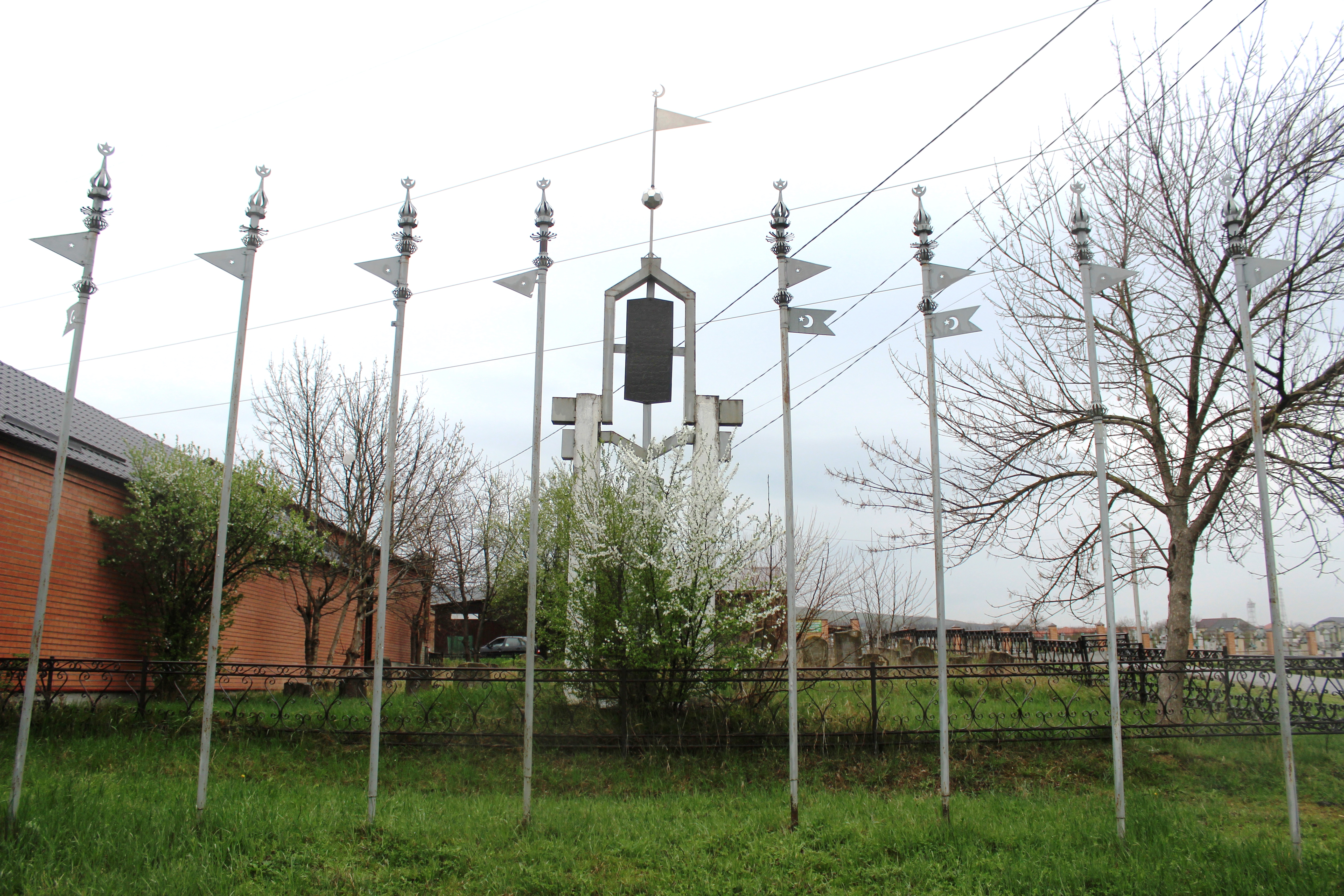
Холламы памятные знаки
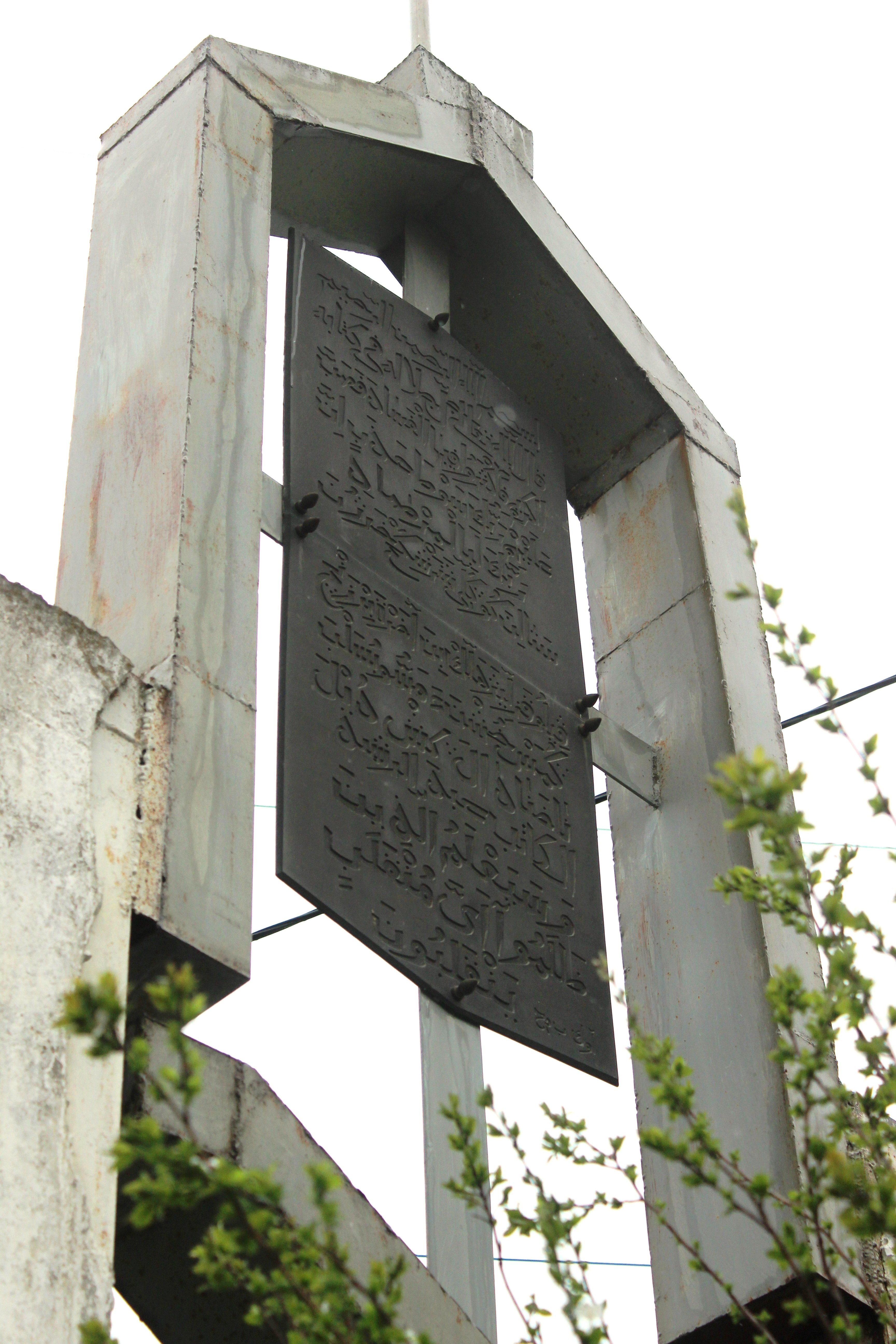
Суры из корана, арабская каллиграфия

## Известные уроженцы
Родившиеся в Гудермесе:

## Галерея

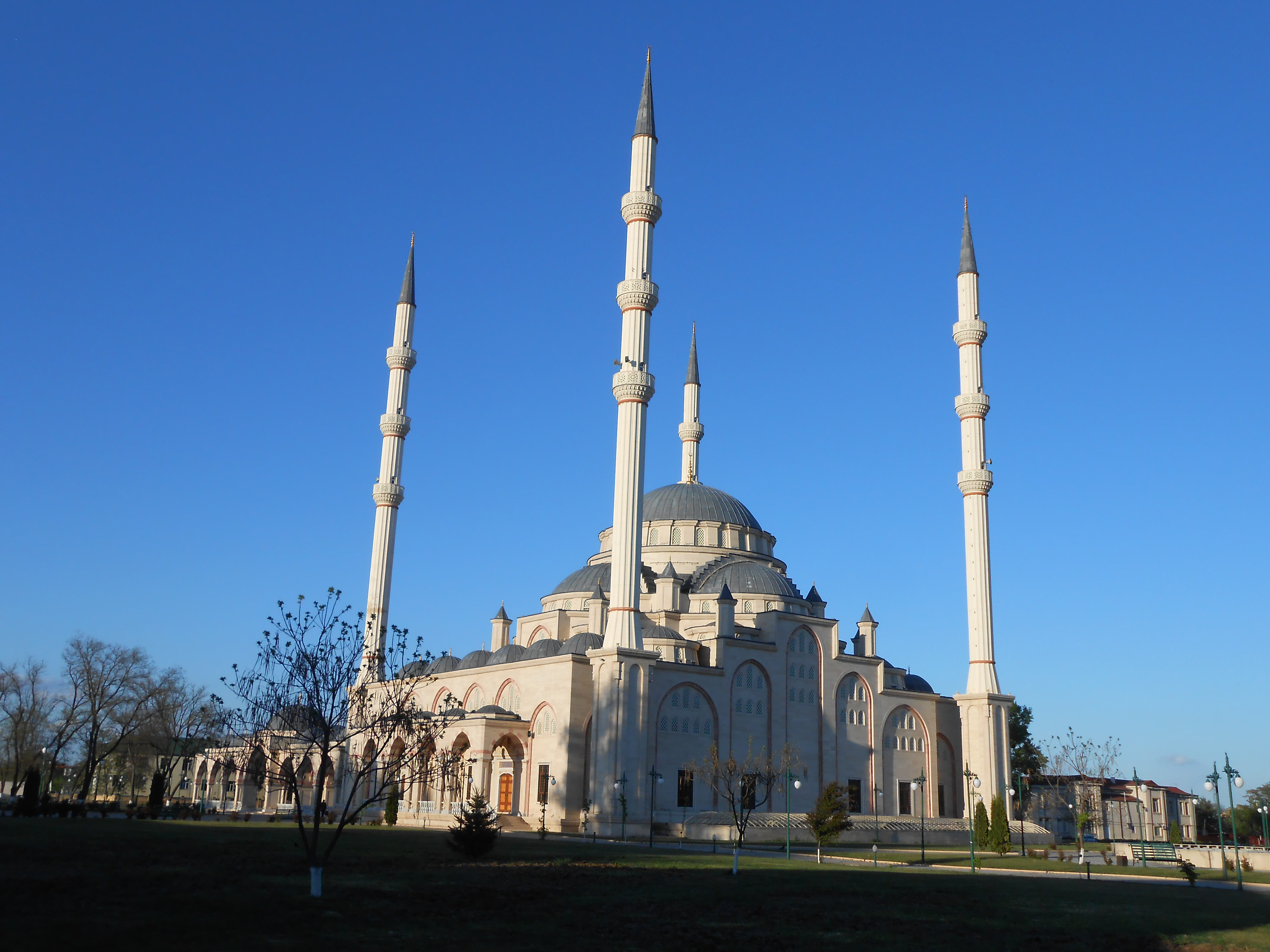
Соборная мечеть
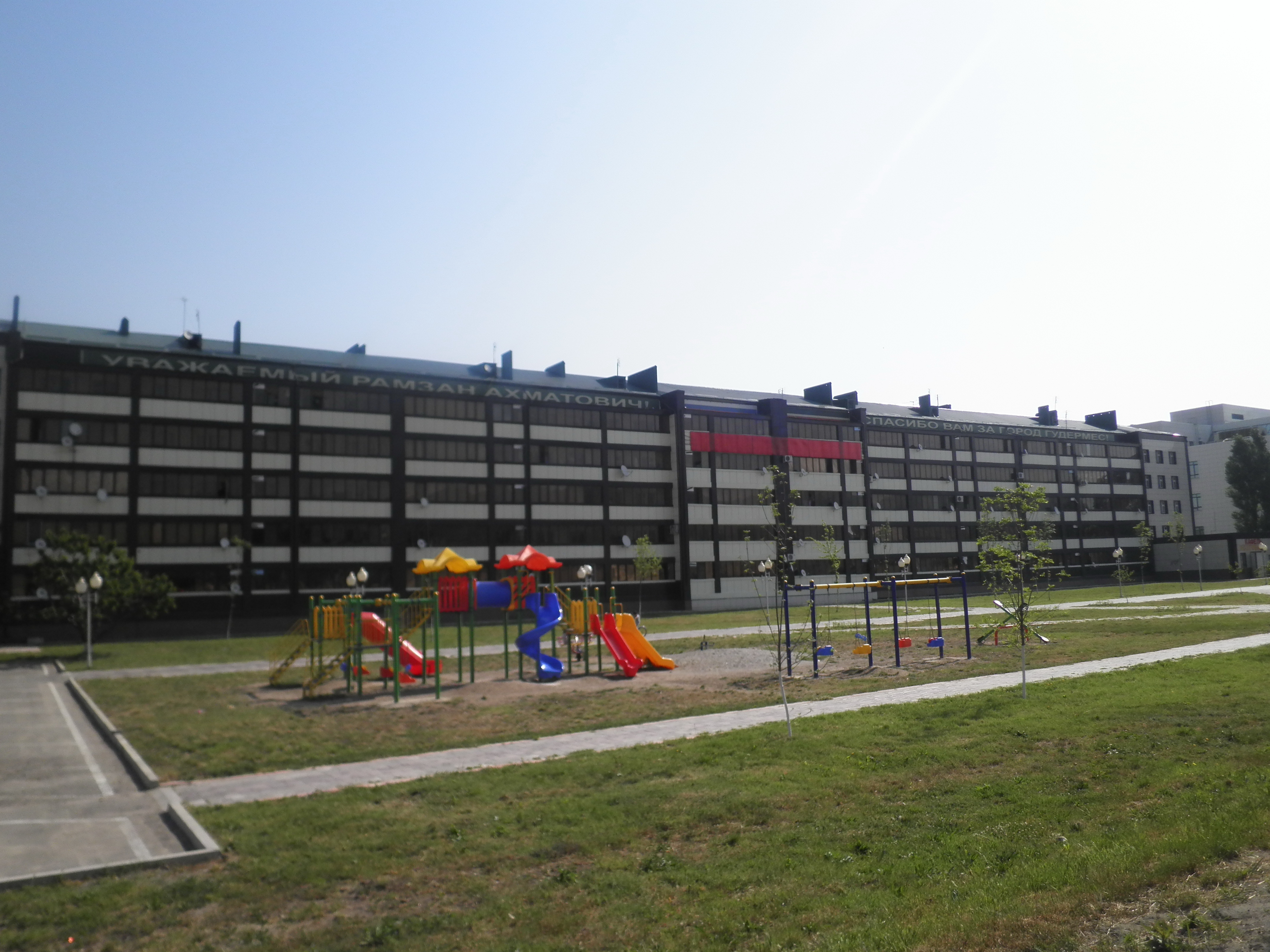
Пятиэтажки в городе
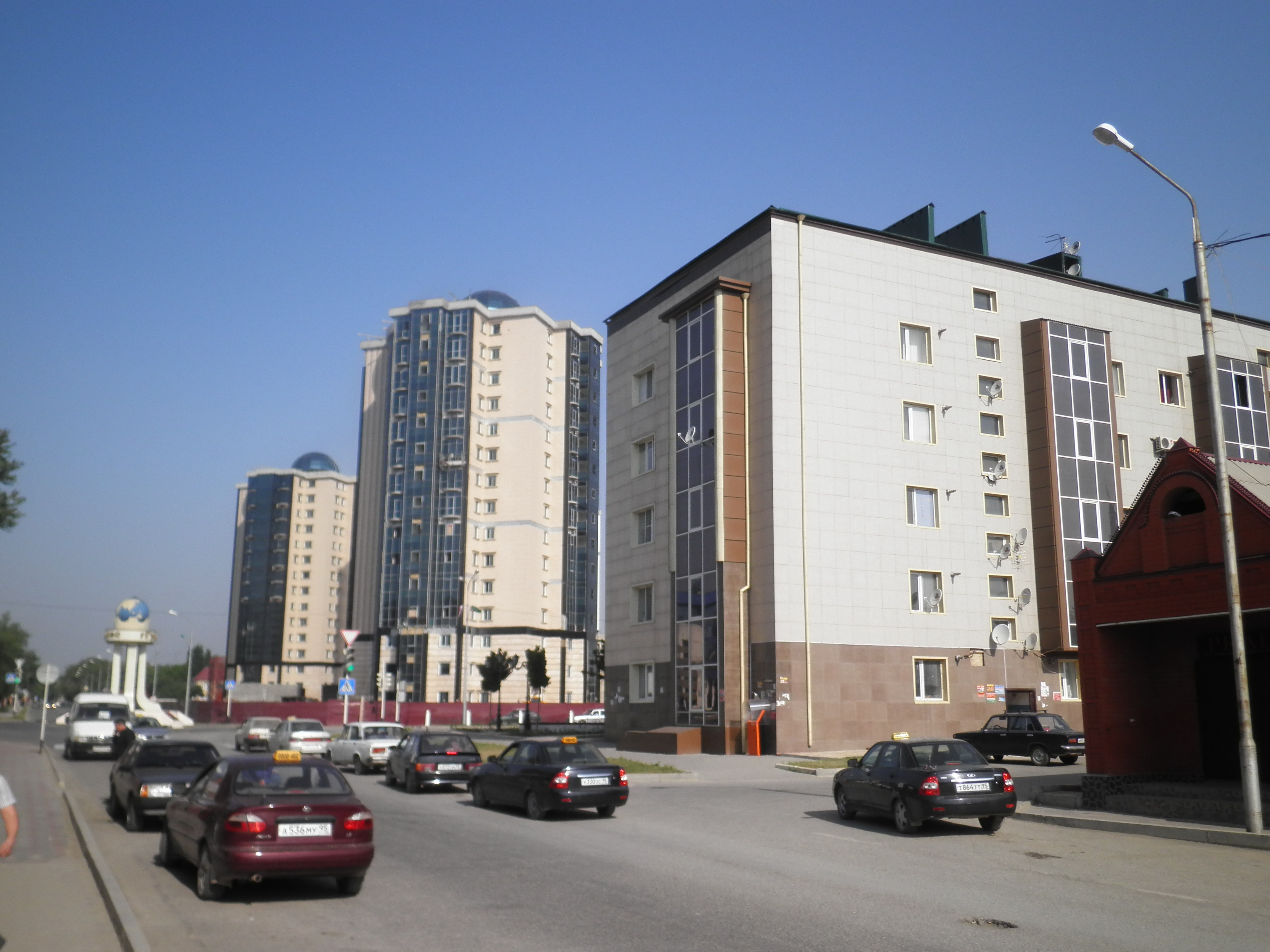
Гудермес-сити
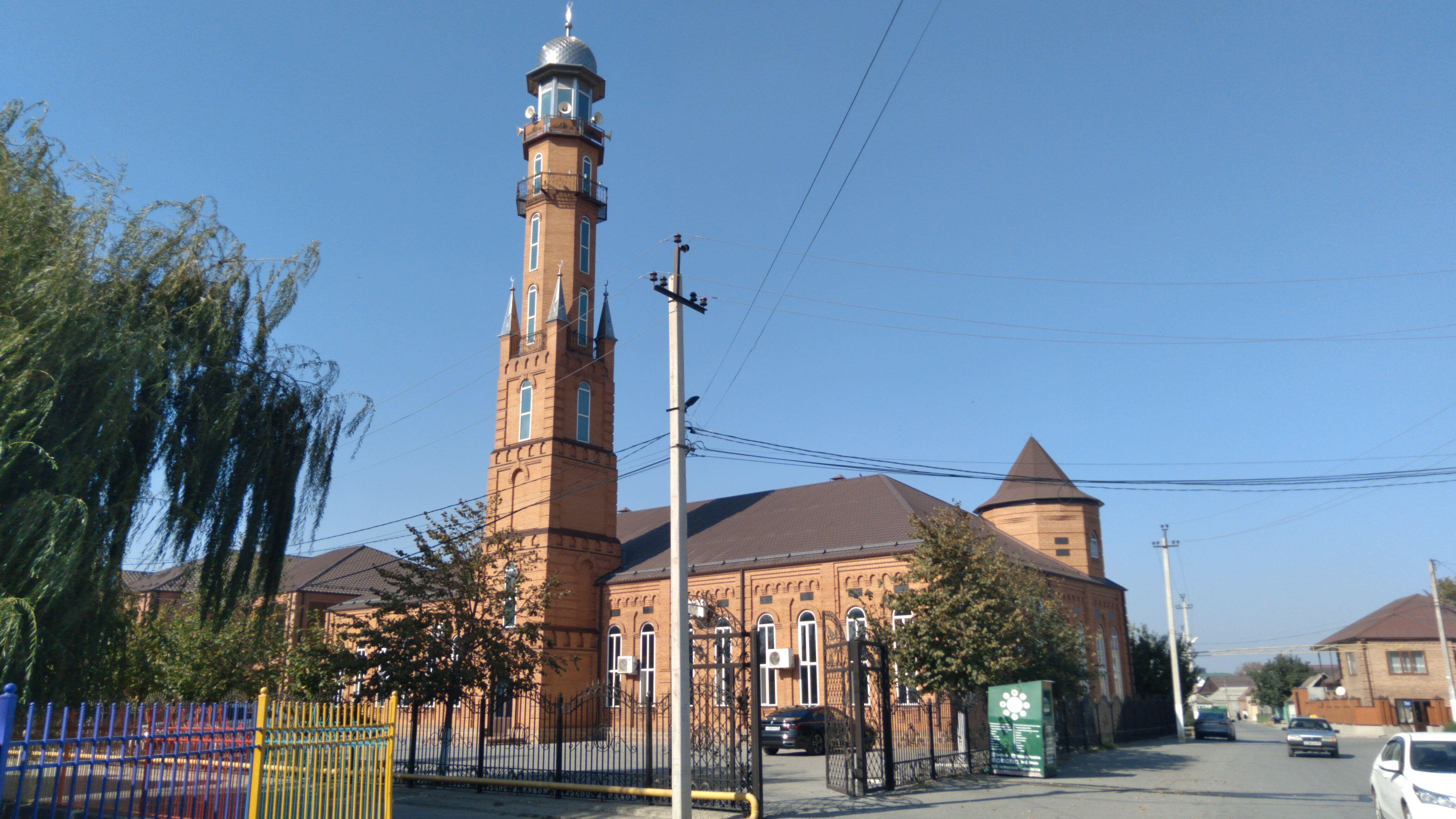
Старая джума-мечеть